# ساي الكسندر
ساي الكسندر (بالإنجليزية: Cy Alexander)‏ هو مدرب كرة سلة أمريكي، ولد في 9 سبتمبر 1953 في وينستون-سالم في الولايات المتحدة.